# プティパ (アルバム)
『プティパ』は、悠木碧の1枚目のミニアルバム。2012年3月28日にFlying DOGから発売された。

## 概要
1曲目の「ハコニワミラージュ」から8曲目の「ハコニワソレイユ」は全て「箱庭の中の移動遊園地」というコンセプトに基いており、遊園地で起きた出来事が「Night Parade.」に辿り着く遊びも仕込まれている。なお全ての楽曲に「伝える・受け取る」という要素が取り入れられている。
本作の発売を記念して東名阪3ヶ所で開催される「デビュー・ミニアルバム発売記念イベント 〜カシュカシュプティパ〜」と悠木画伯による「プティパ」のイラストが実施された 。

## 収録曲
1. ハコニワミラージュ [1:31]
作詞：中野愛子、作曲・編曲：井内啓二
2. 回転木馬としっぽのうた [4:40]
作詞：岩里祐穂、作曲・編曲：bermei.inazawa
猫の視点をイメージしたシュールな楽曲。PVでは実際に悠木の飼っている猫の他、悠木も飼い主という位置付けで登場している[1]。
3. ジェットコースターと空の色 [3:31]
作詞：岩里祐穂、作曲：大凪樹、編曲：上杉洋史・大凪樹
4. 時計観覧車 [3:15]
作詞・作曲・編曲：DECO*27
5. Baby Dolly Alice [4:08]
作詞：藤林聖子、作曲・編曲：川田瑠夏
6. シュガーループ [2:55]
作詞・作曲・編曲：DECO*27
7. Night Parade. [3:52]
作詞：中野愛子、作曲・編曲：bermei.inazawa
8. ハコニワソレイユ [3:23]
作詞：中野愛子、作曲・編曲：井内啓二

DVD（初回限定盤のみ）
1. 回転木馬としっぽのうた -Music Video-

## 演奏
- 井内啓二：Piano, Programming (#1.8)
- bermei.inazawa：All Instruments & Programming (#2.7)
- 貝田由里子：Backing Vocal (#2.5)
- 上杉洋史：Keyboards & Programming (#3)
- 山崎淳：Guitar (#3)
- Rico (FLAT5th)：Backing Vocal (#3)
- DECO*27
  - Guitar, Programming (#4.6)
  - Chorus (#4)
- ef：Chorus (#4.6)
- 福田洋子：Drums (#4.6)
- 二家本亮介：Bass (#4)
- 川田瑠夏：Keyboards & Programming (#5)
- 遠山哲朗：Acoustic Guitar, Electric Guitar (#5)
- 真部裕、Yui (Vanilla Mood)：Violin (#8)
- 金考珍：Viola (#8)
- Mariko (Vanilla Mood)：Cello (#8)